# Cung Thuận Hoàng quý phi (Minh Thần Tông)
Hiếu Kính Thái hoàng thái hậu Lý thị (chữ Hán: 孝敬太皇太后李氏, ? - 1597), thường gọi là Cung Thuận Hoàng quý phi Lý thị (恭顺皇贵妃李氏) hay Lý Quý phi (李李氏) là một phi tần của Minh Thần Tông.

## Cuộc đời
Quý phi không rõ gốc gác, chỉ biết họ Lý. Năm 1581, năm Vạn Lịch thứ 9, tháng 8, vào đợt tuyển tú nữ, Lý thị và Trịnh thị nhan sắc yêu mị, nhận chỉ nhập cung, nhanh chóng được Vạn Lịch Đế sủng ái. Không có ghi chép về 13 năm sống trong cung của bà.
Năm Vạn Lịch thứ 12 (1594), bà sinh hạ hoàng lục tử Chu Thường Nhuận, ngày hôm sau được tấn phong Kính phi (敬妃). Năm 1596, bà được tấn phong Quý phi. Năm 1597, bà lại mang thai nhưng sinh khó, khi sinh hạ thêm một hoàng tử nữa thì ngay lúc đó qua đời, thuyết kể lại là do băng huyết nặng. Nghe tin Lý Quý phi qua đời, Minh Thần Tông đau buồn, quyết định truy phong bà lên một bậc thành Hoàng quý phi, thụy hiệu là Cung Thuận Vinh Trang Đoan Tĩnh Hoàng quý phi (恭顺荣庄端静皇贵妃).
Sau này, cháu nội của bà lên ngôi nhà Nam Minh, tức Nam Minh Chiêu Tông Chu Do Lang, như Trịnh Quý phi được truy phong Hoàng hậu, bà được truy phong làm Hiếu Kính Cung Thuận Vinh Trang Thụy Tĩnh Kiến Thiên Quang Thánh Hoàng hậu (孝敬恭顺荣庄瑞靖敬天光圣皇后).